# Jerome Karle
Jerome Karle (New York, 1918. június 18. – Annandale, Fairfax megye, 2013. június 6.) zsidó származású amerikai fizikai kémikus. 1985-ben kémiai Nobel-díjjal tüntették ki, Herbert Hauptmannal megosztva, „azon matematikai módszerek kifejlesztéséért, amelyekkel a vegyületek kristályain diffrakciót szenvedő röntgensugarak mintázataiból kiszámítható a kémiai vegyületek molekuláris szerkezete”.

## Életrajz
Jerome Karle 1918. június 18-án született New Yorkban, Sadie Helen (Kun) és Louis Karfunkle fiaként. Zsidó családban született, és erősen érdeklődött a művészetek iránt. 15 éves korában, 1933-ban kezdett tanulni a City College of New York-ban, ahol az ottani kötelező tananyagon kívül további kurzusokat vett biológiából, kémiából és matematikából. 1937-ben szerzett alapdiplomát a City College of New York-ban. A Harvard Egyetemen 1938-ban szerzett mesterdiplomát biológia szakirányon.

## Fordítás
- Ez a szócikk részben vagy egészben  a   Jerome Karle című angol Wikipédia-szócikk ezen változatának fordításán alapul.  Az eredeti cikk szerkesztőit annak laptörténete sorolja fel. Ez a jelzés csupán a megfogalmazás eredetét és a szerzői jogokat jelzi, nem szolgál a cikkben szereplő információk forrásmegjelöléseként.